# Kevin Zegers
Kevin Joseph Zegers (Woodstock (Ontario), 19 september 1984) is een Canadese acteur.

## Biografie
Zegers werd geboren als zoon van Mary-Ellen Veldman, een lerares, en Jim Zegers, een mijnwerker. Hij heeft twee zussen, genaamd Krista en Katie. Hij is van Nederlandse afkomst; alle vier zijn grootouders zijn geboren in Nederland. Zegers begon zijn carrière toen hij zes jaar jong was. Hij was te zien in reclamefilmpjes. In 1992 kreeg hij ook zijn eerste gastrol in een televisieserie en in 1993 speelde hij in zijn eerste film, Life with Mikey. Hij speelde als kind vooral bijrollen in films. Zijn eerste grote hoofdrol was in de jeugdfilm Air Bud (1997). Hij speelde hierna vooral in nog meer jeugdfilms en horrorfilms, zoals Dawn of the Dead (2004).
In 2006 kreeg hij een prijs op het Filmfestival van Cannes voor zijn rol als biseksuele prostitué in de independent film Transamerica (2005).
In 2010 speelde hij de rol van Damien in Gossip Girl (seizoen 3).

## Filmografie
- 1993: Life with Mikey
- 1994: Thicker Than Blood: The Larry McLinden Story
- 1995: In the Mouth of Madness
- 1995: The Silence of Adultery
- 1996: Specimen
- 1996: Murder on the Iditarod Trail
- 1997: Rose Hill
- 1997: Air Bud
- 1997: A Call to Remember
- 1998: Nico the Unicorn
- 1998: Shadow Builder
- 1998: Air Bud: Golden Receiver
- 1999: Treasure Island
- 1999: It Came from the Sky
- 1999: Four Days
- 1999: Komodo
- 2000: Air Bud: World Pup
- 2000: The Acting Class
- 2000: Time Share
- 2000: MVP: Most Valuable Primate
- 2001: Sex, Lies & Obsession
- 2002: Air Bud: Seventh Inning Fetch
- 2002: Virginia's Run
- 2003: Fear of the Dark
- 2003: Wrong Turn
- 2003: The Incredible Mrs. Ritchie
- 2004: Dawn of the Dead
- 2004: The Hollow
- 2004: Some Things That Stay
- 2005: Transamerica - Toby
- 2005: Felicity: An American Girl Adventure
- 2006: Zoom
- 2006: It's a Boy Girl Thing
- 2007: Gardens of the Night
- 2007: The Stone Angel
- 2007: Walk Two Moons
- 2007: The Jane Austen Book Club
- 2007: Normal
- 2007: Caitlin
- 2008: Fifty Dead Men Walking
- 2010: Frozen
- 2011: Vampire
- 2012: Titanic: Blood and Steel
- 2013: The Colony
- 2013: The Mortal Instruments: City of Bones
- 2018: Fear the Walking Dead

## Singles
- 2010: "The Big Bang" (ft. Miley Cyrus)

- Bibsys: 6083163
- Biblioteca Nacional de España: XX1358285
- Bibliothèque nationale de France: cb14447276q (data)
- Gemeinsame Normdatei: 1013972813
- International Standard Name Identifier: 0000 0001 1475 3749
- Library of Congress Control Number: no97077196
- Nationale Bibliotheek van Tsjechië: xx0066114
- Nationale Bibliotheek van Israël: 987007429436305171
- Nationale Bibliotheek van Polen: a0000001286359
- Nederlandse Thesaurus van Auteursnamen: 183698614
- Système universitaire de documentation: 117510572
- Virtual International Authority File: 76534972
- WorldCat: E39PBJkmYc4yBcDPvXrCqP3JDq